# ベック・オラ
『ベック・オラ』 (Beck-Ola (Cosa Nostra)) は、1969年リリースのジェフ・ベック・グループのアルバム。イギリスではEMI、アメリカではエピック・レコードからリリースされた。ジャケットに使用された絵はルネ・マグリットの「La Chambre d'écoute」という1952年の作品。
前作リリース後のツアー終盤にベックはミック・ウォーラーとロン・ウッドに解雇を言い渡す。彼らの代わりとして、ドラマーにトニー・ニューマン、ベースにダグラス・ブレイクが加入したが、ダグラスの力量の低さにベックは彼を解雇、再びロンを加入させることとなる。
本作はロンドンのキングスウェイ・スタジオにおいて前作同様短期間で制作された。収録曲は前作と変わってオリジナルが大半を占め、カヴァーは「オール・シュック・アップ」「監獄ロック」の二曲のみである。2004年には紙ジャケットにボーナス・トラックを加えて再発された。本作もステレオ、モノラル両方がリリースされたが前作とは異なりミックスの違いはほとんど確認できない。
本作収録後、新メンバーで以前にキャンセルされたアメリカ・ツアーを再開するが、ホプキンスがリリース直前の6月に脱退、4人で活動継続するものの、予定されていたウッドストック・フェスティバルへの参加をキャンセル、活動が停止している期間にウッドとスチュワートが脱退する。ベックはこの頃、ヴァニラ・ファッジのティム・ボガート、カーマイン・アピスと共に新バンドを結成する予定であったが、1969年11月2日に交通事故を起こし頭蓋骨骨折に鼻に裂傷、全身打撲で入院し新バンドの構想は延期となる。このとき彼が鼻に負った傷は現在でも確認することができる。

## 曲目
Side 1
1. オール・シュック・アップ - All Shook Up (Otis Blackwell) 4:53
2. スパニッシュ・ブーツ - Spanish Boots (Jeff Beck, Rod Stewart and Ron Wood) 3:37
3. ガール・フロム・ミル・ヴァレー - Girl From Mill Valley (Nicky Hopkins) 3:49
4. 監獄ロック - Jailhouse Rock (Jerry Leiber and Mike Stoller) 3:14

Side 2
1. プリンス - Plynth (Water Down the Drain) (Nicky Hopkins, Rod Stewart and Ron Wood) 3:09
2. ハングマンズ・ニー - The Hangman's Knee (Jeff Beck, Nicky Hopkins, Tony Newman, Rod Stewart and Ron Wood) 4:49
3. ライス・プディング - Rice Pudding (Jeff Beck, Nicky Hopkins, Tony Newman and Ron Wood) 7:22 - ジミ・ヘンドリックスの「ファースト・レイズ・オブ・ザ・ニュー・ライジング・サン」に収録されている「嵐の中に - In From The Storm」のエンディングにこの曲のリフが引用されている[3]。

### 2004年リイシュー盤ボーナス・トラック
1. スウィート・リトル・エンジェル - Sweet Little Angel (B.B.King) 7:58
2. スロウ・ダウン・ア・ライン - Slow Down A Line (Marvin) 2:55
3. オール・シュック・アップ - All Shook Up (Otis Blackwell) 3:18
4. 監獄ロック - Jailhouse Rock (Jerry Leiber and Mike Stoller) 3:09

## 参加メンバー
- ジェフ・ベック - ギター
- ロン・ウッド - ベース
- ニッキー・ホプキンス - ピアノ、オルガン
- トニー・ニューマン - ドラムス
- ロッド・スチュワート - ヴォーカル